# Džongnanhaj
Džongnanhaj (kitajsko: 中南海) je nekdanji cesarski vrt v cesarskem mestu v Pekingu, ki meji na Prepovedano mesto. Služi kot osrednji sedež Komunistične partije Kitajske (KPK) in državnega sveta vlade Kitajske. V Džongnanhaiju sta Urad generalnega sekretarja Komunistične partije Kitajske in urad kitajskega predsednika. Izraz Džongnanhaj je tesno povezan s centralno vlado in visokimi uradniki KPK. Pogosto se uporablja kot metonim za kitajsko vodstvo na splošno (v enakem smislu, kot se izraz Bela hiša nanaša na ameriško izvršilno vejo oblasti in izraz Kremelj na rusko vlado).
Državni voditelji, vključno z Ši Džinpingom, sedanjim generalnim sekretarjem KPK in drugimi najvišjimi predstavniki KPK in LRK, opravljajo številne vsakodnevne upravne dejavnosti v kompleksu, na primer srečanja s tujimi visokimi predstavniki. Osrednja kitajska televizija pogosto prikazuje posnetke sestankov v kompleksu, vendar se pri poročanju omejuje predvsem na poglede na notranjost stavb. Čeprav obstajajo številni zemljevidi kompleksa iz obdobja pred ustanovitvijo Ljudske republike Kitajske, se je notranja ureditev Zhongnanhai-ja od takrat precej spremenila, vključno z večjimi prenovami v sedemdesetih letih dvajsetega stoletja. Številne stavbe imajo danes enaka imena kot starejše stavbe iz obdobja pred ustanovitvijo LRK, vendar sta se njihova razporeditev in namen popolnoma spremenila. Kompleks je razdeljen na dva glavna dela, kar odraža vzporedno oblast najvišjih državnih in partijskih institucij v državi. Severni del Džongnanhaj-ja se uporablja kot sedež državnega sveta in vključuje pisarne najvišjih voditeljev ter glavne sejne sobe. Južni Džongnanhaj je sedež centralnega komiteja, vključno z njegovim uradom in njenimi najvišjimi usklajevalnimi institucijami, kot so stalni odbor politbiroja, politbiro in sekretariat KPK. 
Sedanji osnovni obris Džongnanhaija je nastal v času dinastije Ming, ko je bilo leta 1421 zgrajeno najjužnejše od dveh jezer v kompleksu. Do konca dinastije Čing je bil Džongnanhaj de facto središče vlade, saj sta Ciši in pozneje princ Čun tam zgradila rezidenco namesto Prepovedanega mesta. Po ustanovitvi republike Kitajske je novi predsednik, Juan Šikai, preuredil Džongnanhaj v uradno središče vlade. Leta 1949 se je predsednik Mao Cetung po ustanovitvi LR Kitajske preselil v kompleks. Mao je v Džongnanhaj sprejel številne pomembne tuje voditelje, med drugim Nikito Hruščev, Che Guevara, Richarda Nixona, Georga Pompidouja, Kakueja Tanako in Zulfikarja Buta. Maova priljubljena kraja v Džongnanhaju sta bila Knjižnica dišav krizantem (njegova osebna rezidenca, polna knjižnih polic) in Hiša ob bazenu, poleg velikega notranjega plavalnega bazena, kjer je večino dneva plaval ali bral knjige in poročila. Po Maovi smrti je bila Knjižnica krizantem skupaj s številnimi njegovimi predmeti ohranjena kot muzej, ki ni dostopen širši javnosti.

## Lokacija
Ime kompleksa Džongnanhaj, ki je zahodno od Prepovedanega mesta, pomeni »osrednje in južno morje/jezeri«, kar se nanaša na dve jezeri (»osrednje morje« (kitajsko: 中海) in »južno morje« (kitajsko: 南海), ki sta v kompleksu; včasih se prevaja kot »morske palače«. Ti dve jezeri sta del vrste projektov, ki so jih izvedli med gradnjo bližnjega Prepovedanega mesta. Del istega sistema je tudi »Severno morje« ali Beihai (kitajsko: 北海), zdaj javni park. Severno, Srednje in Južno morje se skupaj imenujejo Jezero Taije (kitajsko: 太液池); Šičahai (kitajsko: 什剎海, dob. »Morje z desetimi templji«) je povezano z Beihaijem na severu.
Jezero Taije je bil prvotno cesarski vrt, imenovan Šijuan (Zahodni park, kitajsko: 西苑) ali Šinei (Zahodni dvor, 西内; 西內), s parkom na obali, ki je bil obdan z rdečim zidom v zahodnem delu cesarskega mesta. Večina paviljonov, svetišč in templjev je ohranjenih iz tega obdobja. Medtem ko je bilo severno morje versko usmerjeno, so bile obale osrednjega in južnega morja posejane s številnimi palačami.

## Zgodovina
V času dinastije Džin (1115–1234) je leta 1189 cesar Džangzong zgradil severno jezero. Severni del mesta Džongnanhaj je bilo jezero Taije s pripadajočo palačo, imenovano Palača velikega miru (Daninggong). V času dinastije Juan, ki je trajala od leta 1271 do 1368, je bilo jezero Taije vključeno v cesarsko mesto. Prav tako je bilo razširjeno in je obsegalo približno območje, ki ga danes zavzemata Severno in Srednje morje. Okoli jezera so bile zgrajene tri palače.
Ko je dinastija Ming leta 1403 po ukazu cesarja Jongleja svojo prestolnico preselila v Peking, se je leta 1406 začela gradnja obstoječega cesarske palače. Palača Ming je bila južno od palače dinastije Juan. Zato so južno od starega jezera izkopali novo Južno morje. Izkopana zemlja je bila skupaj z zemljo, ki je nastala pri gradnji jarka, nakopičena na hrib Džingšan, ki je severno od Prepovedanega mesta. V tem času so bila tri jezera povezana in so jih skupaj imenovali jezero Taije. Tri jezera so bila povezana z mostovi. Jezera so bila del obsežnega kraljevega parka, imenovanega Šijuan (zahodni vrt), zahodno od cesarske palače. V srednjem obdobju dinastije Ming sta cesarja Žengde in Džjadžjng okoli jezer zgradila številne palače, taoistične templje in paviljone ter tu preživela več časa kot v Prepovedanem mestu.
Ko je dinastija Čing ustanovila glavno mesto v Pekingu, je vlada zmanjšala velikost kraljevega parka na območje okoli treh jezer, ki je bilo ograjeno z majhnim zidom. Več zaporednih cesarjev je ob jezerih zgradilo paviljone in hiše, kjer so poleti opravljali vladne naloge. Med vladavino Ciši sta cesarica vdova in cesar pogosto živela v kompleksu Džongnanhaj in v Prepovedano mesto hodila le na slovesnosti.
Med Boksarsko vstajo v letih 1899-1901 so ruske enote zasedle Džongnanhaj. Izropali so skoraj vse predmete in okraske v kompleksu. Kasneje je v Džongnanhaju živel tudi poveljnik Zavezništva osmih držav. Ko je bil Puji okronan za cesarja, je njegov oče kot princ regent kratek čas živel v kompleksu.
Džongnanhaj je bil politično pomemben tudi v obdobju Republike Kitajske, ko je vlada Beijang pod Šikaijem leta 1911 v kompleksu Džongnanhaj postavila svojo predsedniško palačo. Ta odločitev je bila sprejeta, ker je režim želel imeti vlado blizu zgodovinskega središča oblasti, Prepovedanega mesta, čeprav samega Prepovedanega mesta ni mogel uporabljati, ker je tam še vedno živel abdicirani cesar Puji. Sedanja glavna vrata, Vrata Šinhua ali Vrata nove Kitajske, je postavil Juan Šikai. Sedanja vratarnica je bila prej paviljon na južni obali Južnega morja, blizu južnega obzidja. Vstop v kompleks je bil namesto tega neposredno iz Prepovedanega mesta. Juan je želel ustvariti nov vhod iz avenije Čangan, ki bi bil neodvisen od Prepovedanega mesta. Tako je bil paviljon spremenjen v vratarnico, bližnji zidovi pa so bili odrezani, tako da so nastali današnji poševni zidovi v bližini vhoda.
Po zasedbi Pekinga leta 1949 je vodstvo stranke začelo načrtovati selitev sedeža v staro prestolnico, vendar se sprva ni dogovorilo o lokaciji svojega osrednjega delovnega mesta. Mao Cetung in drugi partijski voditelji so svoj sedež sprva postavili v parku Šiangšan v predmestju mesta. V okviru načrtovanja prve kitajske ljudske politične posvetovalne konference Džov Enlaj odločil, da bi bila idealna dvorana Hauiren v Džongnanhaju, vendar je na sestankih na sedežu stranke sprva ni priporočil. V teh prvih mesecih se je Džov na delo vozil v Peking. Vendar je zaradi slabe kakovosti cest pogosto ostajal v Džongnanhaju, namesto da bi zvečer odpotoval domov. Začasni upravitelj Pekinga Je Džjanjing je na koncu zaradi varnostnih razlogov za sedež stranke priporočil Džongnanhaj. Mao Zedong se sprva ni želel preseliti v Džongnanhaj, saj ni želel, da bi ga enačili s cesarjem. Žou Enlai se je kljub temu strinjal s selitvijo, prav tako pa tudi večina politbiroja KPK. Od takrat je Džongnanhaj glavno vladno središče v LRK.
Vlada Ljudske republike je zgradila številne strukture, ki so danes vidne v kompleksu. V samem kompleksu sta bila sedež Centralnega komiteja KPK in državni svet. V njem so živeli prvi voditelji, kot so Mao Cetung, Džou Enlaj in Deng Šjaoping.
- Slika iz poznega 18. stoletja, ki prikazuje sprejem zmagovalne vojske Čingov iz kampanje Džinčuan (1771-1776) v dvorani vijolične svetlobe v Džongnanhaju
- Cesarica vdova Ciši in služabniki na ladji v Džongnanhaju v začetku leta 1900
- Sprevod Leva Karakhana, veleposlanika ZSSR na Kitajskem v letih 1923-26, pred vrati Šinhua v Džongnanhaju
- Voditelji Ljudske republike, z leve: Džu De, Mao Cetung, Čen Jun in Džou Enlaj pred dvorano vijolične svetlobe (Ziguang) leta 1954.
- Kitajski predsednik Hu Džintao z ameriškim predsednikom Bushom in v Džongnanhaju 10. avgusta 2008.

## Džongnanhaj danes
Odkar je Džongnanhaj postal sedež osrednje vlade, je za širšo javnost večinoma nedostopen. Izjema so bila leta relativne svobode po koncu Kulturne revolucije, ko je bil kompleks odprt za javnost, ki je lahko pri pristojnih vladnih organih pridobila vstopnice za obisk kompleksa. Po političnih nemirih, ki so se končali s protesti in pokolom na Trgu nebeškega miru leta 1989, se je varnost močno povečala. Dostop je zdaj zaprt za širšo javnost, na območju pa peš patruljirajo številni vojaški uslužbenci v civilnih oblačilih. Vendar pa avtomobilom ni strogo prepovedano ustavljanje na odsekih sosednjih cest, taksijem pa je dovoljeno ustavljati, razen med pomembnimi konferencami ali dogodki. Na kitajskih zemljevidih Pekinga je Džongnanhaj prikazan kot nepomembno zeleno območje z vodnim telesom; v nasprotju s tem pa je občinska uprava označena z rdečo zvezdo.
Najpomembnejši vhod v kompleks je južni vhod Šinhuamen (vrata Šinhua ali Vrata nove Kitajske), ki ga obdajata dve gesli: »Naj živi velika Komunistična partija Kitajske« in »Naj živi nepremagljiva Mao Cetungova misel«. Pogled za vhodom ščiti tradicionalna stena z zaslonom z napisom »Služite ljudem«, napisanim z Mao Cetungovo pisavo. Vhod Šinhuamen je na severni strani zahodne avenije Čangan.
Džongnanhaj velja za de jure prebivališče članov stalnega odbora politbiroja in drugih visokih voditeljev za volilne namene. Čeprav je to njihova uradna rezidenca, številni visoki partijski voditelji dejansko ne živijo v Džongnanhaju, ampak raje živijo v domovih drugje v mestu. Več novejših voditeljev, kot je tedanji generalni sekretar in vrhovni voditelj Hu Džintao, naj bi se zaradi prenatrpanosti v mestu Džongnnahaj odločil živeti v kompleksu Jade Spring Hill v zahodnem Pekingu. V Džongnanhaiju še vedno ni standardiziranega sistema za dodeljevanje določenih hiš voditeljem določenega ranga. Po smrti višjega vodje je njihovemu zakoncu pogosto dovoljeno, da ostane v hiši za nedoločen čas. V več teh hišah so še v 1990-ih živele družine njihovih prvotnih lastnikov po revoluciji.

## Notranja postavitev

### Džonghaj
Džonghaj (kitajsko: 中海, dobesedno "Srednje morje") je sedež Državnega sveta Ljudske republike Kitajske in njegovih pridruženih institucij, vključno z uradi predsednika Ljudske republike Kitajske in podpredsednikov Ljudske republike Kitajske ter generalnega urada Državnega sveta. Pomembne goste, tako tuje kot domače, običajno sprejmejo v severnem Džongnanhaju.

#### Regentova palača
(攝政王府; 摄政王府) Na severozahodnem vogalu Džongnanhaja, na območju, ki ga je nekoč zasedala Regentova palača, so zdaj uradi predsednika in podpredsednikov vlade. V nasprotju s pisarnami uradnikov KPK v kompleksu zahodne stavbe, ki so dodeljene določenim posameznikom in se ne spremenijo nujno, če posameznik spremeni naziv ali vlogo, sta pisarni predsednika in podpredsednika vlade dodeljeni posebej trenutnim nosilcem teh položajev, njuni prebivalci pa se morajo izseliti, ko se jim izteče mandat.
V času dinastije Ming je cesar Džjadžing tu zgradil palačo Vanšou kot svojo glavno bivalno palačo v Džongnanhaju. Ime je dobila po Pujijevem regentu Zaifengu, ki je palačo prejel leta 1909. Stavba do konca dinastije Čing leta 1911 ni bila dokončana. V času Republike Kitajske je bil v stavbi sprva sedež urada predsednika vlade in sejna soba kabineta Republike Kitajske. Leta 1918 je predsednik Šu Šičang zamenjal rezidenco predsednika Republike Kitajske in pisarno predsednika vlade ter svojo rezidenco preselil v Regentovo palačo, medtem ko sta se predsednik vlade in kabinet preselila v dvorano Dianšu v Vrtu obilne blaginje.
Po letu 1949 je Ljudska republika Kitajska stavbo ponovno uporabljala kot sedež predsednika vlade in državnega sveta. Med obsežno prenovo Džongnanhaj-a konec sedemdesetih let 20. stoletja so načrtovali posodobitev Regentove palače. Vendar je bilo ugotovljeno, da je bila kakovost stavbe zelo slaba, temelji so bili zrahljani, vrzeli med lesenimi stebri pa so bile zapolnjene z razbito opeko. Zato so glavno dvorano in vhodne dvorane podrli in jih v celoti obnovili.  V eni od sodobnejših stavb, zgrajenih na istem območju, je zdaj sedež Raziskovalnega urada državnega sveta, glavne raziskovalne enote državnega sveta.

#### Dvorana zahodnega cvetja
(西花厅; 西花廳) Ta stavba se nahaja v severozahodnem kotu Džongnanhaj in je bila zgrajena kot stanovanjski prostor za regentsko palačo. Zahodna dvorana s cvetjem je služila kot osebna rezidenca premiera Džov Enla-ja. Stavba ima dve dvorišči. Na sprednjem dvorišču se je Džou srečeval in kosil s tujimi gosti, na zadnjem dvorišču pa so bili Džovova osebna pisarna, spalnica in sejne sobe. Po Džovovi smrti leta 1976 je njegova žena Deng Jingčao tu živela do leta 1990. Za razliko od velikega dela območja Državnega sveta, Dvorane zahodnega cvetja v sedemdesetih letih dvajsetega stoletja niso porušili in obnovili. Danes je stavba ohranjena kot muzej, posvečen Džou Enlaju.

#### Dvorana državnega sveta
(国务院小礼堂; 國務院小禮堂) V dvorani državnega sveta, ki je bila prvotno zgrajena kot krilo Regentove palače, je glavna dvorana za zasedanja državnega sveta. Premier Džou Enlai se je upiral prenovi, pri čemer se je skliceval na zavezanost fiskalni strogosti. Stavba zdaj služi kot glavno prizorišče ne le za celotne plenume državnega sveta, temveč tudi za nekatera zasedanja manjših podrejenih organov. V sejni sobi številka ena se sestajajo celotni državni svet in tedenski sestanki stalnega odbora državnega sveta. Vključno z glavno konferenčno sobo ima državni svet skupaj šest sejnih sob, ki se uporabljajo za različne namene. Pred dvorano državnega sveta je veliko tradicionalno dvorišče, ki služi kot vhod v konferenčno sobo številka štiri državnega sveta, ki se uporablja za srečanja z domačimi voditelji civilne družbe.
V severnem delu dvorane Državnega sveta je sedež Generalnega urada Državnega sveta. V prvih letih po letu 1949 je bila dvorana državnega sveta uporabljena kot kinodvorana, v kateri so bile predstave večkrat na teden. V stavbi je tudi majhna kavarna za osebje državnega sveta. Do konca sedemdesetih let dvajsetega stoletja so bile dvorane državnega sveta rekonstruirane in prenovljene, ponovno pa so bile odprte leta 1979.

#### Dvorana Ziguang
Dvorana Ziguang ali Ziguange ali Dvorana vijolične svetlobe (紫光阁; 紫光閣) je dvonadstropni paviljon na severnem zahodnem bregu Srednjega morja. Takoj za dvorano Ziguang je še en paviljon, imenovan dvorana Vučeng (kitajsko: 武成殿), ki se povezuje z dvorano Zignang in tvori dvorišče. V času dinastije Ming je bila to prvotno ploščad, ki jo je cesar Žengde zgradil za vojaške vaje. Njegov naslednik cesar Džjadžing je tu zgradil dvorano Ziguang kot nadomestilo za ploščad. Stavbo je obnovil cesar Kangši iz dinastije Čing, ki je na tem mestu pregledoval svoje telesne stražarje. V času vladavine cesarja Čjanlonga so v stavbi razstavljali bojne stenske karte in zaplenjeno orožje. Stavba je bila znana tudi kot dvorana barbarskih davkov in je služila za sprejemanje nalog dajanja davkov cesarju. Po letu 1949 se je stavba občasno uporabljala za plese. Na zahodni strani stavbe je bil pozneje zgrajen velik sodoben konferenčni prostor. Dvorana Ziguang se danes uporablja kot glavni sprejemni prostor v Džongnanhaj-u za srečanja s tujimi diplomati in pogovore s svetovnimi voditelji. Dvorana Vučeng se pogosto uporablja za fotografiranje, na katerem je kitajski voditelj upodobljen, kako sedi poleg svojega sogovornika na obisku.

### Teniško igrišče
Prvi načrti za gradnjo pokritega teniškega igrišča v predelu državnega sveta v Džongnanhaju so bili izdelani konec osemdesetih let dvajsetega stoletja. V tistem času je na Kitajsko prihajalo veliko novih diplomatskih delegacij na mednarodne izmenjave. Ker so nekateri uradniki menili, da so bile takratne zmogljivosti za gostovanje teh diplomatov v dvorani Ziguang neustrezne, so predlagali, da se v bližini zgradita salon za goste in teniško igrišče. Na predlog o pokritem teniškem igrišču je podpredsednik vlade Tjan Džijun takrat vložil veto. In spite of this initial resistance, an outdoor tennis court was built in Zhongnanhai by the early 2000s. Leta 2006 je bila stavba okoli teniškega igrišča obnovljena in posodobljena.

### Notranji bazen
Notranji bazen je leta 1955 zgradil Urbanistični inštitut za gradnjo in oblikovanje. Mao Cetungova žena Džjang Čing naj bi predlagala gradnjo stavbe med Maovo odsotnostjo, da bi pridobila njegovo odobritev. Mao je kljub temu uporabljal bazen, ker je bil bolj priročen kot pot do bazena na univerzi Tsinghua. Mao je v bazenu pogosto ostajal in delal dlje časa. Leta 1958 se je Mao srečal s sovjetskim generalnim sekretarjem, [Nikita Hruščov|Hruščovom]] v bazenu. V času, ko je Mao živel v bližnji hiši ob bazenu, so notranji bazen preuredili in povečali pod nadzorom glavnega inženirja podjetja Tjan Genggui. Danes bazen uporabljajo visoki partijski voditelji, v njem pa je tudi prostor za vadbo.

### Hiša ob bazenu
(kitajsko: 游泳池) Hiša ob bazenu je bila zgrajena tik ob velikem notranjem bazenu, sprva iz praktičnih razlogov, saj je Mao Cetung pogosto preživel večino dneva v bazenu ali pa ob njem bral politične in zgodovinske knjige ter poročila vladnih uradnikov. Zato so zgradili sprejemnico, spalnico in kabinet z Maovimi najljubšimi knjigami ter tako ustvarili hišo ob bazenu, ki je Mau omogočala, da je bil stalno blizu bazena. Sčasoma je med osebjem Zhongnanhai stavek "iščejo vas v bazenu" pomenil, da jim je bilo ukazano, naj se takoj javijo Mau.

### Hiša Jančing
(万善殿; 萬善殿) Van Šan je budistični tempelj na vzhodni obali Centralnega morja. Prvotno je bil znan kot dvorana Čongži, zgradil pa ga je cesar Šunzi iz dinastije Čing (1644–1661).

### Paviljon vodnih oblakov
Nanhai (kitajsko: 南海, dobesedno "Južno morje") je sedež KPK, vključno z uradom generalnega sekretarja in pisarnami osebja Generalnega urada Centralnega komiteja. Južni Džongnanhaj vključuje tudi prostore za sestanke politbiroja, Stalnega odbora in Sekretariata.

### Dvorana Huairen
Dvorana Huairen (怀仁堂; 懷仁堂; 'Dvorana cenjenega sočutja') je dvonadstropna dvorana v kitajskem slogu, ki jo KPK uporablja kot glavni prostor za sestanke politbiroja in kot nadomestni prostor Stalnega odbora politbiroja. Stavba je tudi kraj srečanja več organizacij Komunistične partije Kitajske, kot sta Vodilna skupina za finančne in gospodarske zadeve in Osrednja vodilna skupina za celovito poglobitev reform.
Stavba je služila kot vsakodnevno delovno mesto cesarice Ciši, takratne dejanske vladarice Kitajske, in je nadomestila dvorano duševne kultivacije v bližnjem Prepovedanem mestu. Po Boksarski vstaji je dvorana Huairen postala sedež poveljnika okupatorske Osemnacionalne zveze Alfred von Waldersee, dokler stavbe ni poškodoval požar. Leta 1902 je cesarica Ciši obnovila dvorano Huairen za pet milijonov taelov srebra, nato pa leta 1908 tu umrla.
Po ustanovitvi Ljudske republike Kitajske je leta 1949 v dvorani Huairen potekalo prvo plenarno zasedanje ljudske posvetovalne konference. Leta 1953 je premier Džou Enlaj stavbo preuredil v dvonadstropno dvorano v okviru priprav na azijsko-pacifiško mirovno konferenco. Nova sejna dvorana je bila nato uporabljena za prvo zasedanje Nacionalni ljudski kongres leta 1954. Dvorana Huairen je postala dvorana centralne vlade, v kateri so pogosto potekale različne umetniške predstave in politična srečanja, vključno s plenarnimi zasedanji centralnega komiteja, preden so leta 1964 zgradili hotel Džjangši.

### Dvorana Činženg
(kitajsko: 勤政殿) Dvorana Činženg je sedež sekretariata KPK in pisarna generalnega sekretarja, ki je trenutno sinonim za vrhovnega voditelja države. V stavbi je tudi konferenčna soba, ki služi kot glavna sejna soba stalnega odbora politbiroja. Osebna pisarna generalnega sekretarja je za pisarno, ki je bila v 1980-ih delovni prostor tajnika generalnega sekretarja za politiko. Pisarno je takrat zasedal tajnik Bao Tong, položaj in osebje, povezano z njo, pa sta se od takrat bolj formalizirala kot Urad generalnega sekretarja Komunistične partije Kitajske. Urad političnega sekretarja pa je za drugim uradom, ki je služil kot urad direktorja Generalni urad Centralnega komiteja Komunistične partije Kitajske.
Poleg apartmaja generalnega sekretarja je v dvorani Činženg tudi pisarna prvega sekretarja sekretariata, ki je zaradi vloge generalnega sekretarja, ki vodi državo, dejansko odgovoren za vsakodnevno upravljanje stranke v sekretariatu. Obstaja šifrirana vroča linija, ki poteka od dvorane Činženg do Bele hiše v Washingtonu, D. C. za namene pogovorov na visoki ravni z ameriškimi voditelji. Ena od pomembnih sejnih sob dvorane Činženg se nahaja ob severnem hodniku stavbe.
Prvotno dvorano Činženg je zgradil cesar Kangši kot glavno dvorano kompleksa Džongnanhaj, ki je služila kot glavni življenjski in delovni prostor cesarja v Džongnanhaju. Po revoluciji leta 1911 je bila stavba v času Republike Kitajske in Ljudske republike Kitajske prizorišče vladnih konferenc. Dvorana Činženg je služila kot prostor za sestanke centralne ljudske vlade, začasnega sveta, ki je vladal Kitajski od leta 1949 do razglasitve ustava leta 1954.

### Dvorana dobrodelnosti
(kitajsko: 居仁堂) Ta nekdanja stavba je bila dvonadstropna palača v zahodnem slogu, znana kot Dvorana mirnega morja (Haijantang) v času dinastije Čing. Zgradbo je dala zgraditi vdova cesarica Ciši, da bi v njej zabavala svoje ženske goste in sprejemala tuje diplomate. Po zatrtju boksarskega upora se je sem preselil poveljnik Zveze osmih narodov Alfred von Waldersee, potem ko je bila v požaru uničena Dvorana Huairen. Po ustanovitvi republike Kitajske je Juan Šikai stavbo preimenoval v Dvorano dobrodelnosti (Jerentang), ki jo je še naprej uporabljal za sprejemanje obiskovalcev.
Po letu 1949 je stavba služila kot prvi sedež centralne vojaške komisije (CMC), preden se je osebje CMC preselilo izven Džongnanhaja. Leta 1956 je sekretariat KPK postal institucija, ločena od osebja predsednika Komunistične partije Kitajske, in je potreboval svoj sedež. Novi generalni sekretar Deng Šjaoping je za sedež sekretariata izbral dvorano dobrodelnosti. Stavba je bila dokončno porušena leta 1964. Pisarne sekretariata so se začasno preselile v "stavbo C" v kompleksu zahodne stavbe, leta 1980 pa so se preselile v dvorano Činženg.

### Sestav zahodne stavbe
(西樓大院; 西楼大院) Ta kompleks stavb je dobil ime po svoji lokaciji v jugozahodnem kotu četrti Džongnanhaj. Stavbe je zgradil inženirski bataljon osrednjega gardnega polka v letih 1949-1951, da bi v njih uredil delovne prostore in stanovanja za osebje generalnega urada KPK. V zahodni stavbi je poleg dvorane Činženg eno od delovnih mest direktorja Generalnega urada Centralnega komiteja. Ena od prvotnih glavnih stavb v tem kompleksu se je imenovala preprosto Zahodna dvorana (kitajsko: 西楼大厅), druge stavbe v sestavu zahodne stavbe pa so bile označene kot A, B, C, D in F. Stavbi C in D sta bili prvotno namenjeni namestitvi pokrajinskih sekretarjev partijskega komiteja, ko so se mudili v Pekingu. Tu delajo številni tajniki, ki so dodeljeni v podporo generalnemu uradu. Še v 1990-ih je bila v kompleksu zahodne stavbe tudi spalnica za mlade delavce generalnega urada centralnega komiteja. V zahodni stavbi sta velika kuhinja in jedilnica za osebje generalnega urada ter manjši prostor za prehranjevanje, ki služi kot konferenčna soba za uporabo višjega vodstva. Uradni naslov kompleksa zahodne stavbe je ulica Fuyou 12, okrožje Xicheng, Peking.
Med letoma 2007 in 2008 je bil del prvotne zahodne stavbe porušen, da bi naredili prostor za novo trinadstropno pravokotno stavbo, ki je bila dokončana leta 2010. Fizični obseg pisarn glavnega urada centralnega odbora se je zdaj razširil z območja Džongnanhaj na več stavb na drugi strani ulice Fujou od zahodne stavbe in na druge stavbe v okrožju Šičeng. Vrata na ulici Fujou, ki jih osebje osrednjega odbora uporablja za potovanje med stavbami znotraj in zunaj kompleksa, se imenujejo "velika zahodna vrata", ker so med vsemi vrati v Džongnanhaju najbolj redno uporabljena.

### Vrt obilnih dobrot
, Džou Enlaj, Čen Ji in Džang Ventian pred dvorano Dianšu v vrtu obilnih dobrot]]
(丰泽园; 豐澤園) Nekatere od teh stavb je zgradil cesar Kangši iz dinastije Čing, ki jih je prvotno uporabljal za gojenje sviloprejk. Več stavb je kasneje dodal Cesar Čianlong, ki jih je uporabljal kot knjižnice in osebno zatočišče. Na celotnem vrtu so ob vhodih v stavbe lesene table, ki jih je napisal cesar Čianlong. Na severozahodnem delu vrta je stavba Čunlianžai (春耦斋; 春耦齋), v kateri so bili nekoč pečat cesarja Čianlonga in več umetnin. Po Bokserski vstaji je bil Čunlianžai izropan, nato pa je postal poletna rezidenca poveljnika nemškega kontingenta vojske zveze osmih narodov. V zgodnjih dneh Ljudske republike Kitajske se je Čunlianžai uporabljal kot plesna dvorana, kjer so dvakrat na teden plesali visoki partijski voditelji.
Največja stavba v vrtu obilnih dobrot je dvorana Dianšu, ki je bila v času vladavine cesarja Čianlonga znana kot tempelj Čong Ja, tempelj Jinian (頤年堂; 颐年堂) v času vladavine cesarja Guangšu in nazadnje kot Jitingnian v času Republike Kitajske. Med vlado Beijang (1912-1928) Republike Kitajske je bil urad predsednika Republike Kitajske sprva v dvorani Dianšu. Leta 1918 je predsednik Šu Šičang zamenjal predsednikovo rezidenco in urad predsednika vlade, tako da je svojo rezidenco preselil v palačo Regent, medtem ko se je predsednik vlade preselil v dvorano Dianšu v vrtu obilnih dobrot. Dvorana Dianšu je po letu 1949 postala prostor za splošne sestanke uradnikov KPK. V času, ko je bil Mao Zedong vrhovni voditelj, so sestanki politbiroja zaradi bližine Maove hiše pogosto potekali v dvorani Dianšu.
V vrtu obilnih dobrot je tudi prva osebna rezidenca in pisarna predsednika Mao Cetunga, ki jo je uporabljal med letoma 1949 in 1966, stavba z imenom Knjižnica vonja krizantem (菊香书屋; 菊香書屋). Na dvorišču Maove rezidence so kmalu po tem, ko se je preselil v Džongnanhaj, izkopali protiletalsko zaklonišče. Mao se je ob začetku kulturne revolucije leta 1966 preselil v novo stavbo, znano kot #Hiša ob bazenu. Po Maovi smrti je bila Knjižnica krizantem ohranjena kot muzej, ki ni dostopen širši javnosti. Neposredno vzhodno od Knjižnice vonja krizantem se nahaja vrsta stavb, znanih kot Osem zahodnih hiš (kitajsko: 西八所), ki so služile kot spalnica za Maove osebne pomočnike in tajnike.

### Stavba 202
(kitajsko: 202别墅) Stavba poleg dvorane Huairen je bila zgrajena leta 1974 kot posebej ojačano potresno zaklonišče. Mao Cetung je bil julija 1976 po potresu Tangšan premeščen iz hiše ob bazenu. Mao je v tej stavbi umrl 9. septembra 1976.

### Zahodne štiri hiše
(kitajsko: 西四所) Te štiri hiše so bile zgrajene kot del zahodnega krila kompleksa dvorane Huairen. Znane so tudi kot Čingjuntang (kitajsko: 庆云堂). Te stavbe je po koncu vladavine Beijang prevzel Pekinški inštitut za zgodovinske raziskave. Po letu 1949 je bil tu Oddelek za propagando Komunistične partije Kitajske, nato pa so ga preselili na sedanji sedež na ulici West Čangan 5. V teh stavbah je živelo tudi več voditeljev komunistične partije, med njimi Deng Šjaoping, Li Fučun, Čen Ji in Tan Dženlin. Deng Šjaoping je v času, ko je bil vrhovni voditelj, svoj dom uporabljal kot zbirališče za neformalne konference, ki so vključevale člane centralne svetovalne komisije, politbiroja, sekretariata in osem partijskih starešin. Na Dengovem domu je bila sprejeta odločitev o uporabi sile proti demonstrantom med protesti na Trgu nebeškega miru leta 1989.

### Otok Jingtai
(瀛台; 瀛臺) Umetni otok, ki se nahaja v Južnem morju, je leta 1421 dokončal mingovski cesar Jongle, potem ko je prestolnico preselil v Peking. Sedanje ime je otoku leta 1655 dal cesar Šunži iz Činga. Otok Jingtai je z obalo povezan s kamnitim mostom. Zaradi naklona otoka je severno nadstropje glavnega templja na otoku enonadstropna stavba, južno nadstropje pa dvonadstropni paviljon, imenovan "paviljon Penglai". Severno od templja Hanjuan sta dva templja, na vzhodu tempelj Čingjun in na zahodu tempelj Džingšing. Julija 1681 je cesar Čing Kangši organiziral "zaslišanja Jingtai" o razvoju nacionalne strategije za zatrtje državljanskih sporov. Vdova cesarica Ciši je avgusta 1898 po neuspehu reforme stotih dni zaprla cesar cesarja v templju Hanjuan na Jingtai-ju. Cesar Guangšu je bil nato zastrupljen in je tu leta 1908 umrl.

### Vrata Šinhua
(新华门; 新華門) Glavni vhod v Džongnanhaj, vrata Šinhua, se nahaja na aveniji West Chang'an. Vrata je leta 1758 zgradil cesar Čianlong kot paviljon za eno od svojih konkubín. Po kitajski revoluciji leta 1911 je Juan Šikai spremenil paviljon v vrata in jih leta 1912 poimenoval "vrata Šinhua" ali "Vrata nove Kitajske".  Na stenah na obeh straneh vrat Šinhua sta zdaj napisa "Naj živi velika Komunistična partija Kitajske" in "Naj živi nepremagljiva Mao Zedongova misel". Na vratih je v Mao Zedongovi pisavi napis "služiti ljudem". Leta 1959 so med vrati Šinhua in Veliko dvorano ljudstva tik pred dokončanjem gradnje slednje zgradili podzemni prehod. Ta prehod naj bi uporabljali le člani takratnega stalnega odbora politbiroja.

## Galerija
- Pisarniške stavbe v mestu Džongnanhaj
- Zahodno obzidje kompleksa Džongnanhaj in cesarskega mesta Peking
- Cesta v Džongnanhaju
- Od osrednjega dela mesta Džongnanhaj čez Srednje morje do mostu, ki ločuje Džongnanhaj od parka Beihai, z belo stupo, ki se vidi v daljavi.